# Кинофестиваль в Авориазе 1983 года
XI Международный фестиваль фантастического кино в Авориазе (кинофестиваль) (Le 11eme edition du Festival international du film fantastique d’Avoriaz) проходил во французских Альпах (Франция) в январе 1983 года.

## Жюри
- Джордж Миллер — президент
- Жан-Жак Анно
- Сэмюэл Фуллер
- Алан Пакула
- Жерар Ури
- Клод Риш
- Луис Берланга
- Клод Боллинг (Claude Bolling)
- Дейл Хэддон (Dayle Haddon)
- Марта Келлер (Marthe Keller)
- Пьер-Жан Реми (Pierre-Jean Remy)
- Ингрид Тулин
- Клод Верлинд
- Андреас Вуцинас (Andreas Voutsinas)

## Лауреаты
- Гран-при:«Тёмный кристалл» (Dark Crystal), США, 1982, режиссёры Джим Хэнсон, Фрэнк Оз
- Специальный приз жюри:
  - «Последняя битва» (Dernier combat, Le), Франция, 1982, режиссёр Люк Бессон
  - «Воины 21-го века» (Warlords of the 21th Century, The), США, 1982, режиссёр Харли Коклисс
- Приз исполнительнице женской роли:  Барбара  Херши в фильме «Существо» (Entity), США, 1981, режиссёр Сидни Фурье
- Приз критики: «Последняя битва» (Dernier combat, Le), Франция, 1982, режиссёр Люк Бессон
- Приз «Золотая антенна»: «Повелитель зверей» (Beastmaster), США, ФРГ, 1982, режиссёр Дон Коскарелли